# تانین کراویچین
تانین کراویچین (تایلندی: เปรม ติณสูลานนท์؛ ۵ آوریل ۱۹۲۷ – ۲۳ فوریه ۲۰۲۵) یک سیاست‌مدار اهل تایلند بود. وی از ۸ اکتبر ۱۹۷۶ تا ۱۹ اکتبر ۱۹۷۷ نخست‌وزیر این کشور بود.
تانین کراویچین در ۲۳ فوریهٔ ۲۰۲۵، در سن ۹۷ سالگی درگذشت.